# Aecidium
Aecidium — рід грибів порядку Pucciniales. Назва вперше опублікована 1796 року.
Серед цієї родини відомі збудники хвороб такі як шовковична іржа (Aecidium mori), барбарисова іржа (Aecidium magellanicum), іржа бура жита (Aecidium clematidis) та інші види патогенів рослин.

## Види
База даних Species Fungorum станом на 15.10.2019 налічує 824 види роду Aecidium (докладніше див. Список видів роду Aecidium).

## Галерея

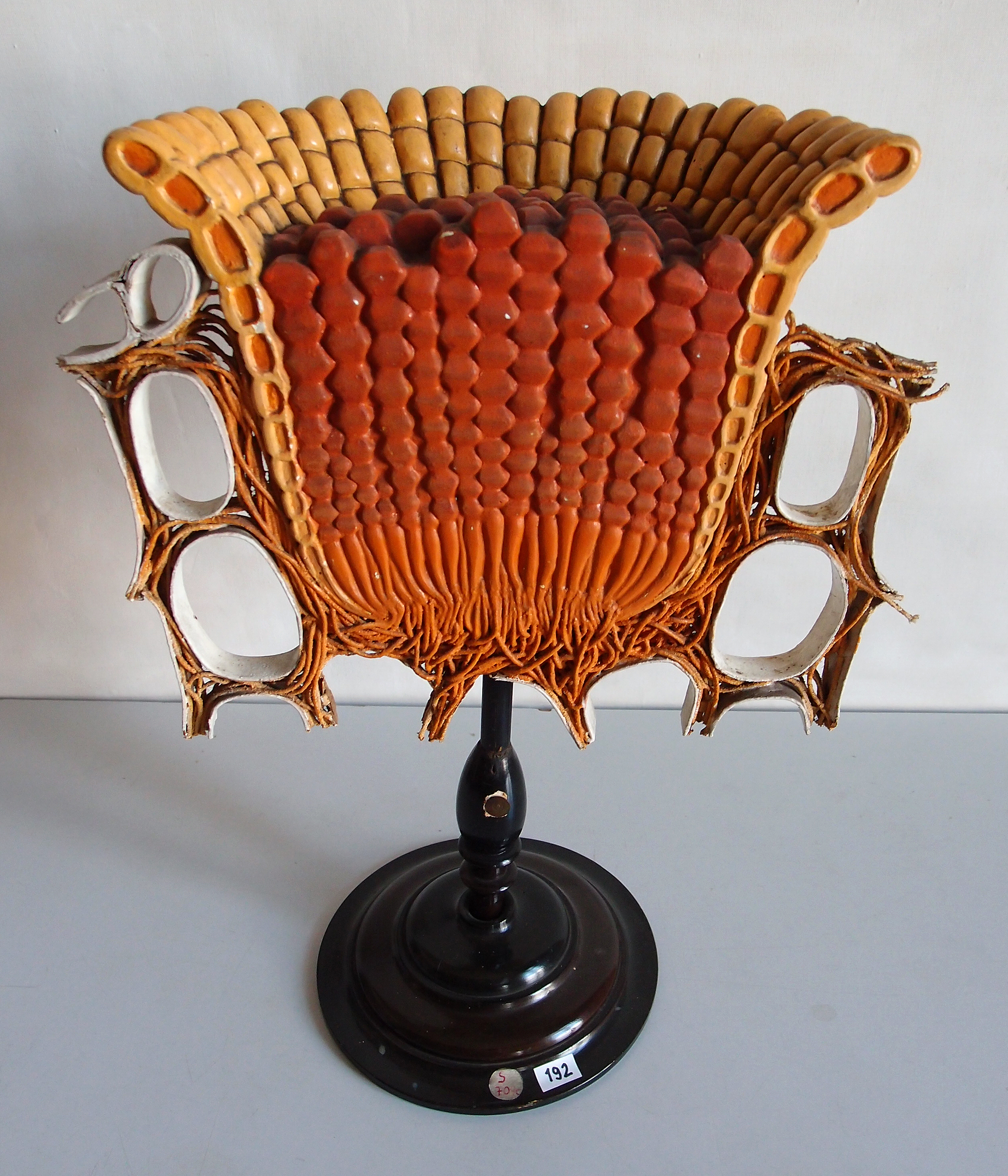
Модель типового виду Aecidium berberidis в Ботанічному музеї Грайфсвальда[de]
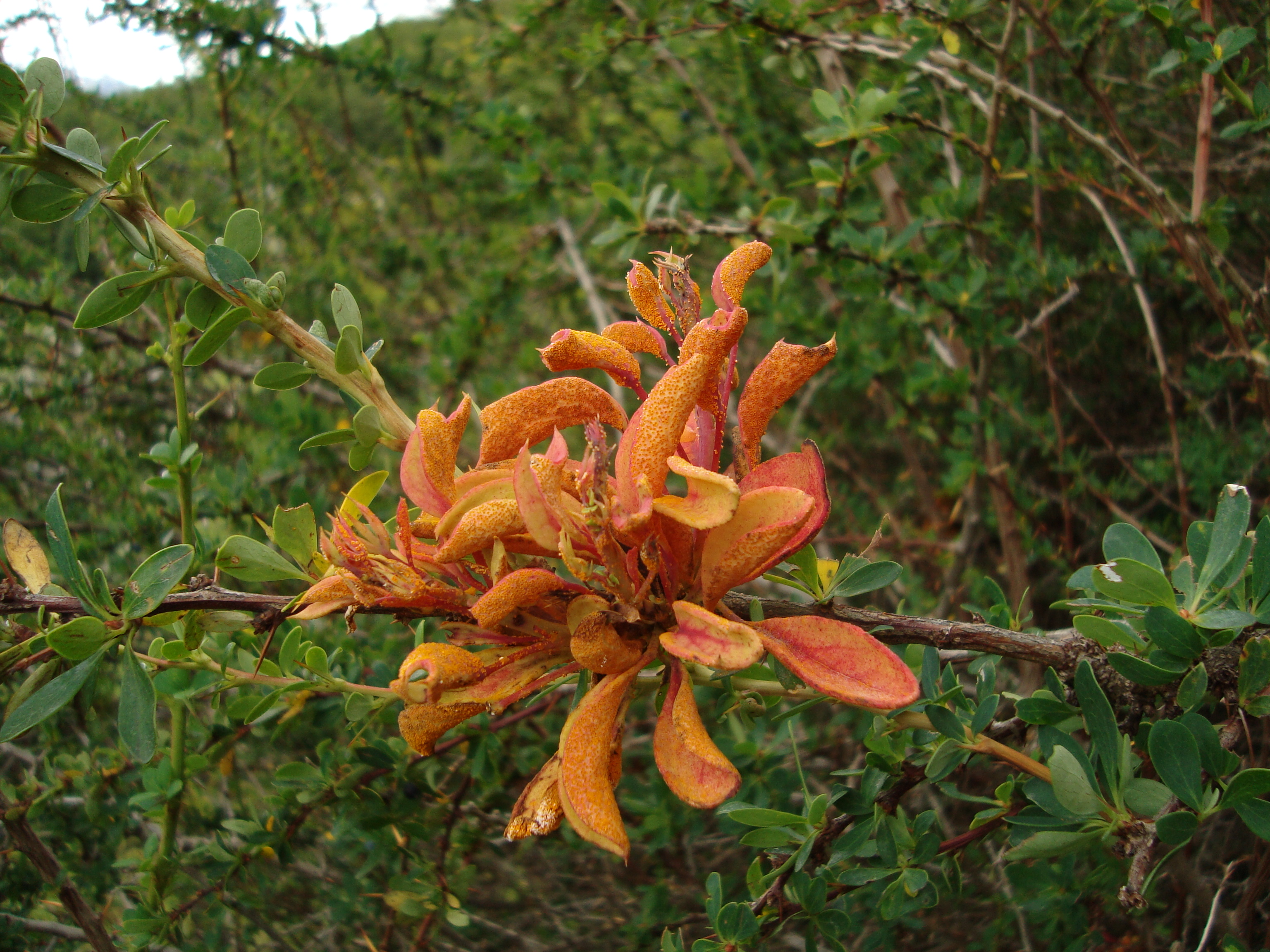
Барбарисова іржа
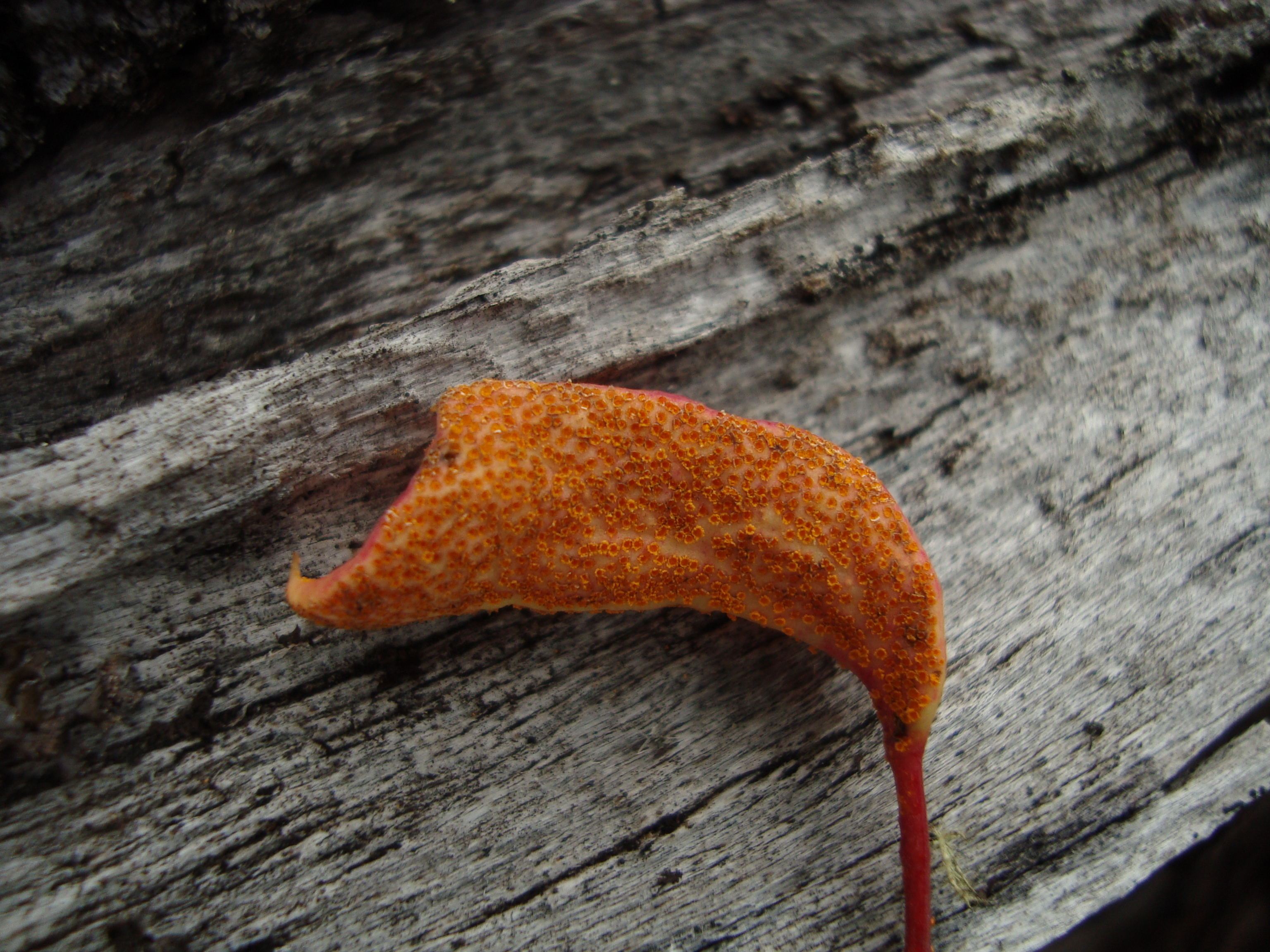
Барбарисова іржа